# Tricholimnichus maior
Tricholimnichus maior is een keversoort uit de familie dwergpilkevers (Limnichidae). De wetenschappelijke naam van de soort werd in 2001 gepubliceerd door Hernando & Ribera.